# Siphonophorida

Przód ciała Siphonophora barberi

Siphonophorida – rząd wijów z gromady dwuparców i podgromady Chilognatha. Obejmuje około 70 opisanych gatunków.

## Opis
Krocionogi o bardzo silnie wydłużonym i gęsto oszczecinionym ciele. Dorosłe formy osiągają do 36 mm długości mają do 192 pierścieni zagłowowych. Pierścienie tułowia są wąskie, o tergitach niezrośniętych z pleurytami i pozbawionych paranota i podłużnej bruzdy grzbietowej. Głowa jest dziobiasto wydłużona, pozbawiona oczu, o silnie zmodyfikowanych żuwaczkach. W gnatochilarium brak podstawowego zestawu sklerytów. Należą tu zwierzęta o największej liczbie odnóży. Rekordzistą jest Illacme plenipes u którego ich liczba przekraczać może 750. Samce mają tylne odnóża siódmego i przednie odnóża ósmego pierścienia tułowia przekształcone w gonopody.

## Występowanie
W Amerykach dwuparce te rozsiedlone są od południowych krańców Stanów Zjednoczonych, przez Antyle i Amerykę Centralną po Peru, Boliwię i Brazylię, sięgając w tej ostatniej okolic Zwrotnika Koziorożca. W Afryce stwierdzono je w zachodnim RPA i na Seszelach. Ponadto znane są z północnych Indii, północnego Pakistanu, Sri Lanki, Azji Południowo-Wschodniej, Papui-Nowej Gwinei, Australii, Nowej Zelandii oraz zachodniej Oceanii.

## Systematyka
Takson ten wprowadzony został w 1895 przez George’a Newporta. Należy do niego około 70 opisanych gatunków, zgrupowanych w dwóch rodzinach:
- Siphonophoridae Newport, 1844
- Siphonorhinidae Cook, 1895

Według analiz filogenetycznych Enghoffa z 1984 oraz analizy morfologicznej Regiera i innych z 2005 Siphonophorida zajmują pozycję siostrzaną względem Polyzoniida lub Platydesmida. Analiza molekularna Regiera i innych z 2005 metodą największej parsymonii umieszcza je jako siostrzane dla kladu obejmującego Platydesmida i Polyzoniida, a analiza metodami bayesowskimi jako siostrzane dla Platydesmida.